# Vilafranca del Penedès (stacja kolejowa)
Vilafranca del Penedès (hiszp: Estación de Villafranca del Panadés, kat: Estació de Vilafranca del Penedès) – stacja kolejowa w miejscowości Vilafranca del Penedès, we wspólnocie autonomicznej Katalonia, w prowincji Barcelona, w Hiszpanii.
Znajduje się na linii Barcelona – Vilafranca – Tarragona. Obsługiwana jest przez pociągi linii R4 Rodalies de Catalunya.
W ciągu zaledwie 300 metrów od stacji znajduje się przystanek autobusowy, gdzie biegnie linia N40, która łączy Villafranca, San Sadurní de Noya i Barcelonę w nocy.
Stacja została przebudowana w 2006 roku, w wyniku czego część linii została przykryta tunelem pod miastem.

## Linie kolejowe
- Barcelona – Vilafranca – Tarragona